# Thracia vegrandis
Thracia vegrandis is een tweekleppigensoort uit de familie van de Thraciidae. De wetenschappelijke naam van de soort is voor het eerst geldig gepubliceerd in 1919 door P. Marshall & Murdoch.